# Adam Sznitko
Adam Sznitko  (né le 20 décembre 1984) est un coureur cycliste polonais.

## Biographie
Adam Sznitko commence sa carrière dans la modeste équipe Nobless en 2006. Il remporte lors de cette première saison deux courses, le Memorialu Janusza Hinca et la troisième étape du Košice-Tatry-Košice en Slovaquie. En 2007, il rejoint l'équipe continentale Legia. Il gagne sa première victoire professionnelle lors du Bałtyk-Karkonosze Tour en 2008.

## Palmarès
- 2008
  - 4e étape du Bałtyk-Karkonosze Tour
- 2010
  - 2e étape du Małopolski Wyścig Górski